# Delphinium connectens
Delphinium connectens är en ranunkelväxtart som beskrevs av Pakhomova. Delphinium connectens ingår i släktet storriddarsporrar, och familjen ranunkelväxter. Inga underarter finns listade i Catalogue of Life.